# Santa Maria in Cappella
Santa Maria in Cappella, även benämnd Santa Maria ad Pineam, är en kyrkobyggnad i Rom, helgad åt Jungfru Maria. Kyrkan är belägen vid Vicolo di Santa Maria in Cappella i Rione Trastevere och tillhör församlingen San Crisogono.

## Kyrkans namn
Kyrkans tillnamn ”Cappella” anses komma av en felläsning av orden QVE APPELL(ATUR) i en inskription från år 1090, vilken bland annat upplyser om att kyrkan konsekrerades den 25 mars 1090 av Ubaldus, biskop av Sabina, och Johannes, biskop av Tusculum.
Enligt en annan teori kommer ”Cappella” av latinets cupa, ”tunna”, och skall då syfta på de tunnbindare, italienska barilari, som verkade i området.

## Kyrkans historia
Kyrkan omnämns i Catalogo di Cencio Camerario, en förteckning över Roms kyrkor sammanställd av Cencio Savelli år 1192 och bär där namnet sce. Marie in Capella.
Därtill förekommer den i Il catalogo Parigino (cirka 1230) som s. Maria in Capella, i Il catalogo di Torino (cirka 1320) som Ecclesia sancte Marie in Capella och i Il catalogo del Signorili (cirka 1425) som sce. Marie in cap[p]ella.
Andreozzo Ponziani fick under påve Bonifatius IX (1389–1404) patronatsrätten över kyrkan och lät restaurera den. Han inrättade därtill ett härbärge för fattiga och sjuka, vilket sköttes av en nunneorden, grundad av Franciska av Rom, hans sonhustru. År 1653 övergick patronatsrätten till ätten Pamphili; Pamphili-påven Innocentius X överlät kyrkan och härbärget åt Olimpia Maidalchini som i dess närhet lät uppföra Casino Belvedere med en vidsträckt trädgård. År 1797 överläts kyrkan åt en förening för sjömän vid Ripa Grande och Ripetta; denna förening genomförde en genomgripande restaurering av kyrkan.
År 1857 grundades vid kyrkan Roms första ålderdomshem, vilket i dag bär namnet Fondazione Santa Francesca Romana – Casa di Riposo per Anziani. Arkitekten Andrea Busiri Vici fick i uppdrag att renovera kyrkobyggnaden, såväl interiören som exteriören. Busiri Vici ämnade återställa kyrkans medeltida utseende och avlägsnade dess manieristiska och barocka dekorationer.
Över ingångsportalen sitter en lynett med en relief föreställande Madonnan och Barnet, vilka flankeras av två pinjeträd; dessa pinjer alluderar på kyrkans tillnamn ”ad Pineam”. På en akvarell från år 1834 utförd av Achille Pinelli ses den tidigare fasadutsmyckningen. Pinellis far, Bartolomeo Pinelli, målade omkring år 1800 två fresker på fasaden; dessa föreställde den helige Gregorius den store respektive den heliga Franciska av Rom. Över portalen satt en fresk med Madonnan och Barnet. För övrigt hade fasaden en fronton i stuck. I samband med Busiri Vicis restaurering togs dessa konstverk bort.
Kyrkans kampanil i två våningar är från 1100-talet. Interiören har tio kolonner, fem på vardera sida.

## Bilder
| - Santa Maria in Cappella på Antonio Tempestas vy över Rom från år 1593. - Påve Urban VIII:s jubileumskors från år 1625, attribuerat åt Francesco Borromini. - Santa Maria in Cappella (nummer 1116) på Giovanni Battista Nollis karta över Rom från år 1748. - Santa Maria in Cappella. Akvarell utförd av Achille Pinelli år 1834. - Santa Maria in Cappella (här benämnd S. Mariae in Capella) på Christian Hülsens karta över det medeltida Rom från år 1927. |